# Anna Fontanela
Anna Paula Fontanela e Silva (Jaguariúna, 22 de junho de 2005), ou apenas Anna Fontanela, é uma atriz e modelo brasileira que vem ganhando bastante notoriedade por onde passa.  
Possui como grande destaque em sua carreira a participação em Karsmênia - O Filme, sendo uma das protagonistas da história, além de uma atuação
destacada em Sophia

## Carreira
Iniciou em 2012 como modelo, sendo agenciada pela Angels Models Agency, da cidade de Jaguariúna e participando de desfiles promovidos pela agência e outros conhecidos da região. Foi vice-campeã no concurso Miss Campinas Infanto-Juvenil (2014), 5ª colocada no concurso Miss Estado de São Paulo Infanto-Juvenil (2015) e vencedora do concurso Miss Jaguariúna Infanto-Juvenil (2015). Participou também de inúmeros desfiles e comerciais.
A sua carreira de atriz já possui participação em três filmes, com atuações promissoras, como em Karsmênia -O Filme, onde foi uma das protagonistas e teve grande destaque em sua interpretação. Outro longa-metragem onde ela teve um papel de bastante notoriedade foi no Sophia, onde mesmo sendo coadjuvante, teve um brilhante desemprenho, onde foi exigido dela uma grande carga de emoção e interpretação. Participou também da novela As Aventuras de Poliana exibida pelo SBT, do curta-metragem  O Presente de Grego e da peça teatral As Bruxinhas, atuando ao lado da atriz Bela Fernandes.

## Filmografia

### Cinema
| Ano  | Título              | Personagem      | Nota         |
| ---- | ------------------- | --------------- | ------------ |
| 2018 | Karsmênia - O Filme | Livian Morkshit | Protagonista |
| 2018 | Sophia              | Bruna           | Coadjuvante  |
| 2018 | O Presente de Grego | Aninha          | Coadjuvante  |

### Televisão
| Ano  | Título                  | Personagem | Nota |
| ---- | ----------------------- | ---------- | ---- |
| 2018 | As Aventuras de Poliana | Figurante  |      |

## Teatro
| Ano  | Título       | Personagem | Nota        |
| ---- | ------------ | ---------- | ----------- |
| 2015 | As Bruxinhas | Bruxinha   | Coadjuvante |